# 대구 동화사 천룡도
대구 동화사 천룡도(大邱 桐華寺 天龍圖)는 대한민국 대구광역시 동구, 동화사에 있는 조선시대의 불화이다. 2012년 1월 30일 대구광역시 유형문화재 제57호로 지정되었다.

## 개요
영조 41년(1765) 화승(畵僧) 성총(性聰), 전수(典秀), 유봉(有奉)에 의해 조성되었다. 화면의 중앙 상부에는 위태천(韋駄天), 그 좌우에 가루라(迦樓羅)와 아수라(阿修羅)를 배치하였고, 하부에는 팔부중(八部衆)의 하나인 천룡(天龍)을 중심으로 그 좌우에는 사천왕(四天王)을 배치한 천룡도이다. 7위의 존격으로 이루어진 간단한 구성이지만, 천룡과 위태천을 중심으로 천부(天部)의 표현이 대칭적으로 그려진 점은 특징이다. 천룡을 본존으로 배치한 천룡도는 유사한 예가 적으며 조성시기도 비교적 이르고 보존상태도 양호하다.

## 같이 보기
- 동화사

## 참고 자료
- 대구 동화사 천룡도 - 국가유산청 국가유산포털